# Expertise
Eine Expertise ist ein von Experten verfasstes Gutachten über einen bestimmten Sachverhalt aus einem Fachgebiet.

## Allgemeines
Die Aufgabe von Expertisen erfüllen auch Analysen, Auskünfte, Beratungen, Diagnosen, Gutachten, Studien (Fallstudien, Feldstudien) oder Untersuchungen. Das Wort Expertise steht sowohl für das Gutachten als solches als auch für die gutachterlichen Fähigkeiten des Experten (jemand verfügt über Expertise). Das von Experte abgeleitete Nomen Agentis Expertise wird mit Erfahrung und Leistung einer Person in Zusammenhang gebracht. Die Erfahrung kann vor allem langjährige Berufserfahrung sein, das Wissen resultiert aus dem intensiven Studium bestimmter Wissensgebiete. Maßgeblich ist auch die dauerhafte Leistungsstärke, die ein Experte bei der Kombination von Wissen und Erfahrung zum Ausdruck bringt. Die Expertise befasst sich mit Problemen, also Situationen, in welchen das verfügbare Wissen zur Zielerreichung nicht genügt, sondern zusätzliche Informationen notwendig sind. Der Kern der Expertise besteht darin, diese Probleme durch die Schlüsselkompetenz des Problemlösens zu beseitigen.

## Expertiseforschung
Die Expertiseforschung innerhalb der Psychologie ist erst ab 1965 durch Adriaan de Groot entstanden und hat die Expertise „zu einem Zauberwort in der kognitiven Psychologie“ erhoben. Ihr Erkenntnisobjekt „Expertise“ hat eine Vielzahl von Definitionsversuchen hervorgebracht. So beispielsweise ist Expertise intersubjektiv einsehbares, plausibles und glaubhaftes Expertenwissen oder „für den Spezialfall generiertes Handlungswissen, das den Bedingungen epistemischer und sozialer Robustheit entsprechen muss“. Michael Polanyi schließlich verstand unter Expertise die höchste Integrationsform von implizitem (nicht formalisiertem) Wissen.

## Kriterien für Expertisen
Josef F. Krems zufolge ist die Expertise dadurch gekennzeichnet, dass eine Person Problemlösefähigkeit in einem Sachgebiet besitzt, die sie in die Lage versetze, dauerhaft Hervorragendes zu leisten. Er geht davon aus, dass Experten in ihrer Expertise drei Kriterien erfüllen:
- Effizienz als die Fähigkeit, dauerhaft überdurchschnittlich viele Aufgaben mit unterdurchschnittlichem Aufwand (Arbeitszeit, Arbeitskosten oder Fehlerquote) zu bewältigen,
- bereichsspezifisches Wissen über Fachgebiete in der Expertise mit Arbeitsmethodik und Prozessmanagement zu kombinieren sowie
- die für eine Expertise erforderliche Erfahrung durch Deduktion anwenden zu können.

Effizienz, bereichsspezifisches Wissen und Erfahrung müssen in der Expertise kombiniert zum Ausdruck kommen.
Lediglich Analysen und Gutachten erfüllen wissenschaftliche Anforderungen, Expertisen müssen dagegen diese Standards nicht berücksichtigen.

## Fachgebiete
Expertisen werden insbesondere auf akademischen (etwa Medizin, Rechtswissenschaft), beruflichen (Finanzanalyst, Wirtschaftsprüfer), künstlerischen (Kunst, Musik), motorischen (Sport, Unfallanalyse) oder spielerischen (Schach) Fachgebieten erstellt. Sie beinhalten sowohl vergangene Sachverhalte (empirische Expertisen) als auch die Prognose künftiger Entwicklungen (prognostische Expertisen). In der Numismatik befasst sich die Expertise mit der Echtheit einer seltenen Münze, die Philatelie bietet Expertisen über Briefmarken; beide enden mit einer Wertermittlung durch Feststellung eines Sammlerwerts.

### Finanzexpertisen
Die Finanzexpertise befasst sich mit einer Detailfrage aus dem Finanzwesen, etwa der Aktienanalyse. Anleger, Spekulanten und Arbitrageure sind hierbei an der künftigen Marktentwicklung eines Handelsobjekts interessiert. Die Expertise nutzt hierfür bei der Finanzanalyse die technische Analyse und die Fundamentalanalyse sowie Prognosetechniken wie die Trendextrapolation. Finanzanalyse, Immobilienbewertung, Marktanalyse, Schadensanalyse, Sicherheitenbewertung oder Wertermittlung sind Expertisen über einen bestimmten Sachverhalt im Finanzwesen.

### Kunstexpertisen
Da auf dem Kunstmarkt immer wieder Fälschungen zum Kauf angeboten werden, ist Expertenwissen gefragt. So werden z. B. bei Einlieferungen in ein Auktionshaus von Kunstwerken, deren Provenienz unklar ist, Kunstsachverständige beauftragt. Das Auktionshaus legt dem Einliefernden bei Zweifeln an der Echtheit nahe, eine Expertise anfertigen zu lassen. Dies können Einzelpersonen, aber auch kleinere Teams von Kunstsachverständigen sein.
So wird beispielsweise für ein Kunstwerk von Alexej von Jawlensky, welches bis heute in keinem der Œuvreverzeichnisse seines Werkes verzeichnet ist, aber zum Kauf angeboten werden soll, vom Jawlensky-Archiv eine Expertise angefertigt. Entgegen fachmännischer Expertise stammte sein „Stillleben mit grüner Flasche“ (1909) nicht von ihm, sondern von unbekannter Hand. Auch das Wildenstein Institute in Paris erstellt Kunstexpertisen, so z. B. für Werke von Marc Chagall oder Kees van Dongen. Der Kunstmarkt – so der Bundesgerichtshof (BGH) – bleibe daher weitgehend auf die Angaben seiner Auftraggeber sowie auf Expertisen angewiesen. Hierfür müssen zum Teil recht aufwendige Materialprüfungen durchgeführt werden. So war das Berliner Rathgen-Forschungslabor durch seine archäometrischen Untersuchungen und den darauf basierenden Expertisen maßgeblich an der Aufdeckung der falschen Sammlung Jägers von dem Fälscher Wolfgang Beltracchi beteiligt. Eine positive Expertise wirkt sich unmittelbar auf den Wert des Kunstwerkes aus.
Kunstwerke von Max Ernst wurden in den letzten Jahren fast ausschließlich von dem Max-Ernst-Kenner Werner Spies auf ihre Echtheit hin begutachtet. Dieser wurde allerdings im Zuge der Beltracchi-Fälschungen und der falschen Sammlung Jägers mit in den Fälschungsskandal gezogen. Spies hatte für sechsstellige Summen Expertisen zu gefälschten Kunstwerken von Max Ernst erstellt.
Abgesehen von Fragen der Echtheit kann auch die Frage der Zuschreibung Gegenstand einer Expertise sein: Viele Kunstwerke sind nicht signiert, sondern können nur durch Vergleiche einem bestimmten Künstler zugeschrieben werden. Hinzu kommt die Frage, ob es sich um ein eigenhändiges Werk des betreffenden Künstlers oder eine Werkstattarbeit handelt, was mitunter höchst umstritten ist. Diese Fragen können nur teilweise mit naturwissenschaftlichen Methoden geklärt werden, größeres Gewicht hat die genaue Kenntnis des Werks eines Künstlers und seiner Zeit. Hierdurch ist die mitunter dominierende Rolle bestimmter Experten oder Expertenteams für einen Künstler zu erklären, deren Aussagen großes Gewicht beigemessen wird.

### Rechtsexpertisen
Rechtsgutachten nehmen zu einer aufgeworfenen Rechtsfrage Stellung, um ein vorhandenes Rechtsrisiko zu beseitigen. Sie berücksichtigen die einschlägigen Gesetze, die ergangene Rechtsprechung und die herrschende Meinung. Sie untersuchen die Rechtmäßigkeit, Rechtsgeltung, Gültigkeit, Wirksamkeit und Vollstreckbarkeit bei Rechtsverhältnissen. Die Sozialprognose ist eine kriminologische, psychiatrische und psychologische Risikobeurteilung eines Straftäters bezüglich seiner Fähigkeit und Motivation, künftig Regeln und Gesetze einzuhalten.